# Oecomys jamari
Oecomys jamari és una espècie de mamífer rosegador de la família dels cricètids. És endèmic del Brasil, on viu als estats de Pará i Rondônia. El seu hàbitat natural són els boscos umbròfils submontans oberts. Té una llargada de cap a gropa de 86-103 mm, la cua de 92-143 mm i un pes de 26-43 g. El pelatge dorsal és de color marró taronjós mat, mentre que el ventral és de diverses tonalitats de blanc i gris molt clar. El seu nom específic es refereix al Bosc Nacional de Jamari, on es troba la seva localitat tipus. Com que fou descoberta fa poc, l'estat de conservació d'aquesta espècie encara no ha estat avaluat formalment.